# Hans Rudolf Bachmann
Hans Rudolf Bachmann (* 1930; † 1989) war ein deutscher Ökonom und Dozent für Marketing und Kommunikation an verschiedenen Wirtschaftshochschulen Europas.

## Leben
Bachmann war spezialisiert auf Probleme der Führung von Großkonzernen. Er ist zusammen mit Peter Noll Autor des Buches Der kleine Machiavelli: Handbuch der Macht für den alltäglichen Gebrauch (1987).